# Sergei Semjonowitsch Tereschtschenkow
Sergei Semjonowitsch Tereschtschenkow (russisch Сергей Семёнович Терещенков; * 27. April 1938 in Olscha; † 11. April 2006 in Tula) war ein sowjetischer Radrennfahrer und Weltmeister im Radsport.

## Sportliche Laufbahn
Tereschtschenkow war im Bahnradsport aktiv. Bei den UCI-Bahn-Weltmeisterschaften 1963 wurde er mit Wiktor Romanow, Arnold Belgardt und Stanislaw Moskwin Weltmeister in der Mannschaftsverfolgung. Im Finale bezwangen sie den Bahnvierer der Bundesrepublik Deutschland. 1964 holte er mit Leonid Kolumbet, Stanislaw Moskwin und Arnold Belgardt Bronze bei den UCI-Bahn-Weltmeisterschaften. Bei den UCI-Bahn-Weltmeisterschaften 1964 gewann er erneut die Goldmedaille.
Tereschtschenkow war Teilnehmer der Olympischen Sommerspiele 1964 in Tokio. In der Mannschaftsverfolgung kam der sowjetische Vierer auf den 5. Platz. 1964 wurde er nationaler Meister in der Mannschaftsverfolgung.

## Berufliches
Nach seiner aktiven Laufbahn arbeitete er als Trainer in seinem Verein und in der Region Tula.